# كريس لنتش
كريس لنتش (بالإنجليزية: Chris Lynch)‏ (2 يوليو 1962، بوسطن في الولايات المتحدة)؛ كاتب للأطفال، كاتب وروائي أمريكي.

## روابط خارجية
- كريس لنتش على موقع ميوزك برينز (الإنجليزية)